# Commander Keen
Pour le jeu vidéo, voir Commander Keen (jeu vidéo).
 (mars 2020).
Si vous disposez d'ouvrages ou d'articles de référence ou si vous connaissez des sites web de qualité traitant du thème abordé ici, merci de compléter l'article en donnant les références utiles à sa vérifiabilité et en les liant à la section « Notes et références ».
Pour les articles homonymes, voir Keen.
Commander Keen est une série de jeux vidéo de type jeu de plate-forme, réalisée par id Software et publiée par Apogee Software au début des années 1990. Ces jeux étaient surtout connus pour l'utilisation du système de couleurs EGA et pour leur distribution en tant que shareware. Commander Keen est également le nom du personnage principal de la série.

## Le jeu

### L'histoire
Le joueur incarne le personnage de Billy Blaze, un enfant génie de huit ans au quotient intellectuel de 314. Billy Blaze a construit, à partir de différents éléments récupérés dans sa maison, un vaisseau spatial qu'il nomme le Bean-with-Bacon Megarocket (littéralement la « super fusée bacon aux haricots ») ; lorsque ses parents sortent le soir et que sa baby-sitter s'endort, il chausse le casque de football de son grand-frère et devient Commander Keen, le défenseur de la Terre.
Dans le premier épisode, alors que Billy est en train de visiter la planète Mars, il se fait voler 4 éléments de son vaisseau, qu'il devra retrouver pour pouvoir rentrer chez lui.
Alors qu'il est sur le chemin du retour, il découvre le vaisseau-mère des Vorticons prêt à attaquer la planète Terre ; durant les deux épisodes qui suivent le premier, Commander Keen devra repousser l'invasion des Vorticons. Il finira par découvrir que le chef des Vorticons n'est autre que Mortimer McMire, son vieux rival à l'école.

### Le principe
Commander Keen est un jeu de plate-forme reprenant les principaux éléments qui ont fait le succès de Super Mario et en les transposant sur PC, le joueur se déplace donc de gauche à droite au sein des niveaux, en sautant de bloc en bloc, attrapant bonus ou sucettes et neutralisant ses ennemis en tirant sur eux avec un rayon laser.

## La série
Sept versions officielles sont sorties pour PC :
- Commander Keen dans Invasion of the Vorticons
  - Marooned on Mars (publié en shareware le 14 décembre 1990)
  - The Earth Explodes
  - Keen Must Die!
- Keen Dreams, The Lost Episode
- Commander Keen dans Goodbye Galaxy!
  - The Secret of the Oracle (publié en shareware le 15 décembre 1991)
  - The Armageddon Machine
- Commander Keen Special Edition
  - Aliens Ate My Babysitter

En 2001, Activision reprit le personnage pour la Game Boy Color dans un jeu tout simplement nommé Commander Keen.
Il apparaît aussi dans le niveau secret (lvl 32) de Doom II, dans Crystal Caves, Bio Menace ou Paganitzu, tous des productions d'id Software.

## Projets abandonnés
Une trilogie supplémentaire, The Universe Is Toast!, était prévue pour Noël 1992 ; mais Id Software s'étant tourné vers le développement de Wolfenstein 3D, de Spear of Destiny puis de Doom, la suite ne vit jamais le jour. Tom Hall a annoncé[Quand ?] son intention de réaliser une suite s'il parvenait à acquérir les droits nécessaires.